# متروپل اروپایی لیل
متروپل اروپایی لیل (انگلیسی: "European Metropolis of Lille")یک ساختار بین‌جمعی است که توسط شبکه‌ای از شهرهای بزرگ (لیل، روبایکس، تورکو، ویلنوو داسک، آرمنتیر و غیره) تشکیل شده است که شهر اصلی آن شهر لیل است و در شمال فرانسه  هم‌مرز با مناطق فلاندری و والون بلژیک واقع شده است و چهارمین منطقه شهری بزرگ در فرانسه پس از پاریس، لیون و مارسی به شمار می رود و در سال ۲۰۱۴ جمعیتی در حدود ۱۱۵۴۱۰۳ نفر را شامل می شد که در این میان ۲۳۸۳۸۱ نفر در لیل زندگی می کردند.بودجه سالانه متروپل ۱۸۶۵ میلیارد یورو (در سال ۲۰۱۸) است.

## تاریخچه
جامعه شهری در سال ۱۹۶۷ تأسیس شد و اولین رئیس آن آگوستین لوران بود.سپس در سال ۱۹۷۱، آرتور نوتبارت، معاون شهردار لوم، جانشین او شد تا اینکه در سال۱۹۸۹ پیر موروی انتخاب شد.پس از انتخابات شهرداری ها در مارس ۲۰۰۸، هر شورای شهر نمایندگانی را به جامعه شهری اعزام کرد که در مجموع ۱۷۰ نفر حق رای داشتند.در ۱ ژانویه ۲۰۱۵، متروپل طبق قانون ژانویه ۲۰۱۴ جایگزین جامعه شهری شد در ۱ ژانویه ۲۰۱۷، تعداد شهرداری های این متروپل از ۸۵ به ۹۰ شهرداری افزایش یافت.در ۱۴ مارس ۲۰۲۰ ۵ کمون دیگر نیز به آن پیوستند.